# ミドリ電化
ミドリ電化（ミドリでんか）は、かつて存在した近畿地方を営業基盤とする日本の家電量販店チェーン。エディオングループの店舗ブランドのひとつだった。屋号を始め対外的には「ミドリ」と称していた。
また、株式会社ミドリ電化（英語: MIDORI DENKA CO., LTD.）は、2009年（平成21年）9月30日までこれを運営していた企業であるが、翌10月1日にデオデオと合併して株式会社エディオンWESTとなった。以降は同社運営の店舗ブランドとして存続していたが、直営店舗については2012年（平成24年）10月1日に、フランチャイズ店舗は2013年（平成25年）4月に順次「エディオン」に統一された。
なお、山形県庄内地方において三洋電機特約店（スマイるNo.1ショップ）の小規模電器店（いわゆる"街の電器屋さん"）を「みどり電化チェーン」のブランドで展開している株式会社みどり電化チェーン本部とは無関係。

## 概要
創業は1959年（昭和34年）4月で、本社は兵庫県尼崎市の（JR）尼崎駅南側のJR尼崎駅店が入居しているビル（正式名称：JR尼崎駅東NKビル）にあった（それまでは阪急塚口駅南の塚口本店ビルの上層階にあった）。
創業当時は、阪急電鉄塚口駅南側にあった空き店舗を借りて営業を開始した。『ミドリ』の社名の由来は、借りた空き店舗に「みどり洋装店」という看板がそのまま掲げられており、創業者の安保 詮（あぼ あきら）がその看板を見て「『みどり』より下の部分だけを塗り替えれば費用が浮くじゃないか、『みどり』をそのまま使おう」と思いついたのがきっかけ。その後はカタカナになり、1960年代頃までは「ミドリ電化社」と表記していた。
かつてのミドリ電化の最大の特徴として、2004年（平成16年）4月1日に消費税総額表示が義務付けられる以前から「ポッキリ価格」として税込価格で表示していたことがある。これも創業者の安保のアイデアであり、お客様が計算しやすいようにという配慮でもあった。当時「『9800円にプラス消費税5%』と『税込み10,000円』、どっちがおトクか、よく考えてみよう」といったキャッチコピーでCMを放映していた（前者の合計は10,290円）。
また、それ以外の特徴として、持込修理の定額制（一部除く）、家具や食器などインテリア商品の販売などがあった。ただ、晩年ではインテリア類の販売は減少傾向にあり、特に晩年の新規店舗では家具系を一切扱わない店もあった。2010年（平成22年）には大部分の店舗において家具売り場を直営からナフコにテナントとして貸し出すこととなった（一部の店舗ではバラエティガレージというデオデオでも使われている雑貨コーナー名称を使用し直営での家具販売を継続した）。その代わり、エイデン・デオデオと共通の「ネバーランド」の名称で玩具・ゲーム・DVDなどのエンターテインメント商品の販売に注力し、一部の店舗ではCD・DVDのレンタル事業も行っていた。
かつては「エバーグリーン（EVER・G）」という名称でホームセンター事業も展開していたが、2000年（平成12年）頃に事業改編等で廃止された。
2005年（平成17年）11月に開店した「中環東大阪店（写真参照）」では、「カインズホーム」東大阪店、2006年（平成18年）4月に開店した「豊中本店」ではトイザらス系列の「ベビーザらス豊中店」と同居し、他にも天満橋店等の多数の店舗がテナントとして出店していた。
ヤマダ電機やコジマやケーズデンキなど関東系家電量販店 (いわゆる北関東YKK軍団) が関西に進出して以降、関西資本の家電量販店が相次いで倒産していく中で、関西資本の家電量販店として上新電機同様に単独で生き残ってきたものの、社の方針として非上場を貫いたため資金調達に困難を極めるようになり（上新電機は上場企業）、最終的に上場企業であるエディオンとの事業統合を決定した。2005年（平成17年）4月1日、株式交換によりエディオンの完全子会社となった。
統合前の店舗拡大においては、ダイエーのビジネスモデルを参考にしていた。上場企業でないため市中から資金調達が容易でなかったことから、銀行からの融資のほかに、子会社が店舗用地を取得した後に転売して得られた売却益を新たな店舗用地の買収費用に充てていた。また、かつてはダイエー店舗の近くに出店することが多く、ダイエーの集客力に頼った面もあった。
エディオンとの経営統合により、愛知の7店舗（扶桑、東浦、半田、安城、豊田、岡崎、名古屋みなと）と岐阜の2店舗（可児、真正）、三重の2店舗（鈴鹿、津南）は、エイデンの店舗に改装された。
また、エディオンの関東進出方針により、一時は凍結していた関東地区での出店も再開。2007年（平成19年）にロックシティ守谷ショッピングセンター（現・イオンタウン守谷）に出店した。しかし同年11月、エディオンが関東本格進出の足がかりとして子会社、株式会社東京エディオンを設立。関東地区での出店はすべて東京エディオンによる「エディオン」ブランドでの出店となり、関東地区の既存店も順次東京エディオンに移管され、店舗ブランドも「エディオン」に順次変更された。更に企業としての東京エディオン・石丸電気をエイデンが吸収した事を受けての方針転換で、関東地方で知名度のある屋号の「石丸電気」に再変更している。
以前はCM曲に「聖者の行進」の替え歌や別のオリジナル曲が使われた。また、当時では店内用BDMとしてZARDのマイ フレンドがよく流されていた。後にイメージキャラクター「ミドリちゃん」の登場により『「やってみます」のうた』というオリジナル曲に変更され、関東地区ではこれを使ったCMこそ放送されていなかったが店舗のテレビで流していることはあった。ミドリ電化としての晩年は、エディオングループ共通で『エディ店長』が起用されたため、前述のオリジナル曲も使われなかった。
創業者の安保詮は、私財10億円以上を投じて尼崎城天守閣を再建して、2018年11月30日に尼崎市に引き渡した。

## 沿革

### ミドリ電化時代
- 1957年（昭和32年）11月 - 安保詮が尼崎市常光寺にて創業。
- 1959年（昭和34年）4月10日 - 創業日に制定。
- 1961年（昭和36年）8月 - 法人改組、株式会社ミドリ電化社設立。
- 1978年（昭和53年） - 株式会社ミドリ電化に社名変更。
- 1979年（昭和54年） - 旧CIマーク制定。
- 1984年（昭和59年） - この頃千葉県に展開。
- 1988年（昭和63年） - 塚口店横に本社機能を移転。
- 1989年（平成元年）4月1日 - 消費税スタートと同時に、内税価格を導入。
- 1994年（平成6年） - ミドリセールストレーニングセンター竣工。
- 2002年（平成14年） - JR尼崎駅駅ビル内にJR尼崎駅店を開店。
- 2003年（平成15年） - 塚口店閉店[注釈 2]。同ビルからJR尼崎駅店横に本社機能を移転。
- 2004年（平成16年）5月18日 - 株式会社エディオンと事業統合で合意[2]。
- 2005年（平成17年）
  - 4月1日 - エディオンの完全子会社となる。
  - 5月末日 - 株式会社ニノミヤより一部事業譲受。
- 2006年（平成18年）7月31日 - 2006年（平成18年）末までに、東海地区の店舗を株式会社エイデンに事業譲渡。
- 2007年（平成19年）
  - 1月18日 - 前社長の梅原正幸が取締役に、前専務の木谷雅彦が社長にそれぞれ就任。この間も大阪労働局からの是正勧告が相次いだ。担当取締役の上田直久も引責辞任した。
  - 4月9日 - メーカーから派遣の販売員（ヘルパー）を巡り、京都労働局が、職業安定法に抵触する恐れがあるとして同社を是正指導していたことが報じられる。
  - 11月8日 - JR尼崎駅店が、尼崎労働基準監督署から、サービス残業を指摘され、是正勧告を受けていたことが判明（後述）。
  - 12月1日 - 関東地区5店舗を管轄する株式会社ミドリを吸収合併。2008年（平成20年）1月以降、株式会社東京エディオンに事業譲渡。
  - 12月21日 - 前記のサービス残業問題の責任を取り、社長・木谷雅彦が辞任し、中口雄二が社長、エディオン社長の久保允誉がミドリ電化会長に就任。
- 2008年（平成20年）
  - 4月1日 - 購入商品の配送・据付工事・修理を行う株式会社ミドリサービスを吸収合併。
  - 9月11日 - 同年9月20日より、自社クレジットカード『ミドリちゃんカード』（NICOS発行）に代わり、エディオングループ共通の延長保証付きクレジットカード『エディオンカード』（オーエムシーカード発行）を導入すると発表。ただし、デオデオ・エイデン（東京エディオンを含む）とのポイントの互換性はこの時点ではなかった。詳細はエディオンのカード・独自保証制度を参照。

### エディオンWEST→エディオン時代
- 2009年（平成21年）

ブランド化後のロゴ

  - 10月1日 - 株式会社デオデオと合併し株式会社エディオンWESTとなる[3]。存続会社はデオデオで、法人としてのミドリ電化は解散。
  - 11月5日 - レジシステムが100満ボルト以外のエディオングループで共通となり、エディオンカードの相互利用が可能となった。
- 2010年（平成22年）
  - 3月12日 - グループ内でのノウハウ提供により、フランチャイズ店舗の展開を開始。
  - 3月18日 - 家具取り扱いの半数以上の店舗において家具売り場をナフコにテナントとして賃借することに同意。
  - 4月1日 - CIマークを変更し、同時に字体も大文字から小文字に変更。また、ブランド単独での提供読みも「ミドリ」となる。
  - 10月1日 - 株式会社エディオンEASTと株式会社エディオンWESTの吸収合併に従い、当ブランドの運営会社は株式会社エディオンとなる。
- 2011年（平成23年）
  - 8月31日 - 『ミドリちゃんカード』の取扱終了[4]。
  - 11月1日 - 株式会社谷山無線電機とフランチャイズ契約を締結したため「タニヤマムセン」5店舗を株式会社谷山無線電機によるフランチャイズ経営の「ミドリタニヤマ」として開店。タニヤマムセン寺町本店については株式会社エディオンによる直営店舗として通常の「ミドリ」として開店した。
- 2012年（平成24年）
  - 5月11日 - 直営店の店舗ブランドを「エディオン」に同年10月1日に変更することを発表[5]。
  - 9月15日 - 店舗ブランド「エディオン」の本格利用開始。
  - 10月1日 - エディオン発足10周年を機に、エディオン直営店の屋号を「エディオン」に変更[6]。
- 2013年（平成25年）
  - 4月 - フランチャイズ店の店舗ブランドを「エディオン」に変更、これにより「ミドリ」の店舗は消滅した。

## 店舗
エディオングループ内の店舗ブランドの地域別すみわけにより、関東地方から撤退した2008年4月以降の店舗は近畿地方のみとなっている。
ブランド統一前のエディオン直営店の中でミドリブランドを名乗る店舗は87店舗（2012年3月現在）存在した。

### 直営店ブランド統一後の店舗
直営店の「エディオン」統一後はフランチャイズ店のみとなり55店舗ほどを展開していた。

### その他
- ミドリセールストレーニングセンター（兵庫県朝来市八代100-1）

### リサイクル
ボタン電池を含む各種乾電池・充電池類及びインクカートリッジの回収を店舗にて行っていた。

## 過去に展開していた業態

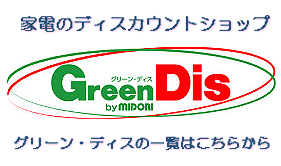
グリーン・ディスのロゴ

### ミドリタニヤマ
ミドリ電化（エディオン）とタニヤマムセンがフランチャイズ契約を結んだ時に、改装した店舗。その後エディオンタニヤマに転換。

### エバーグリーン（EVER・G、E・GREEN）
ミドリ電化が展開していたホームセンター業態。過去に、亀岡や三田、岡場、塚口、谷和原などがあった。最末期には関東地方に展開。

### グリーン・ディス（Green・Dis）
ミドリ電化が展開していたディスカウント業態。最盛期には5店舗あったが、1年という短期間で終了した。

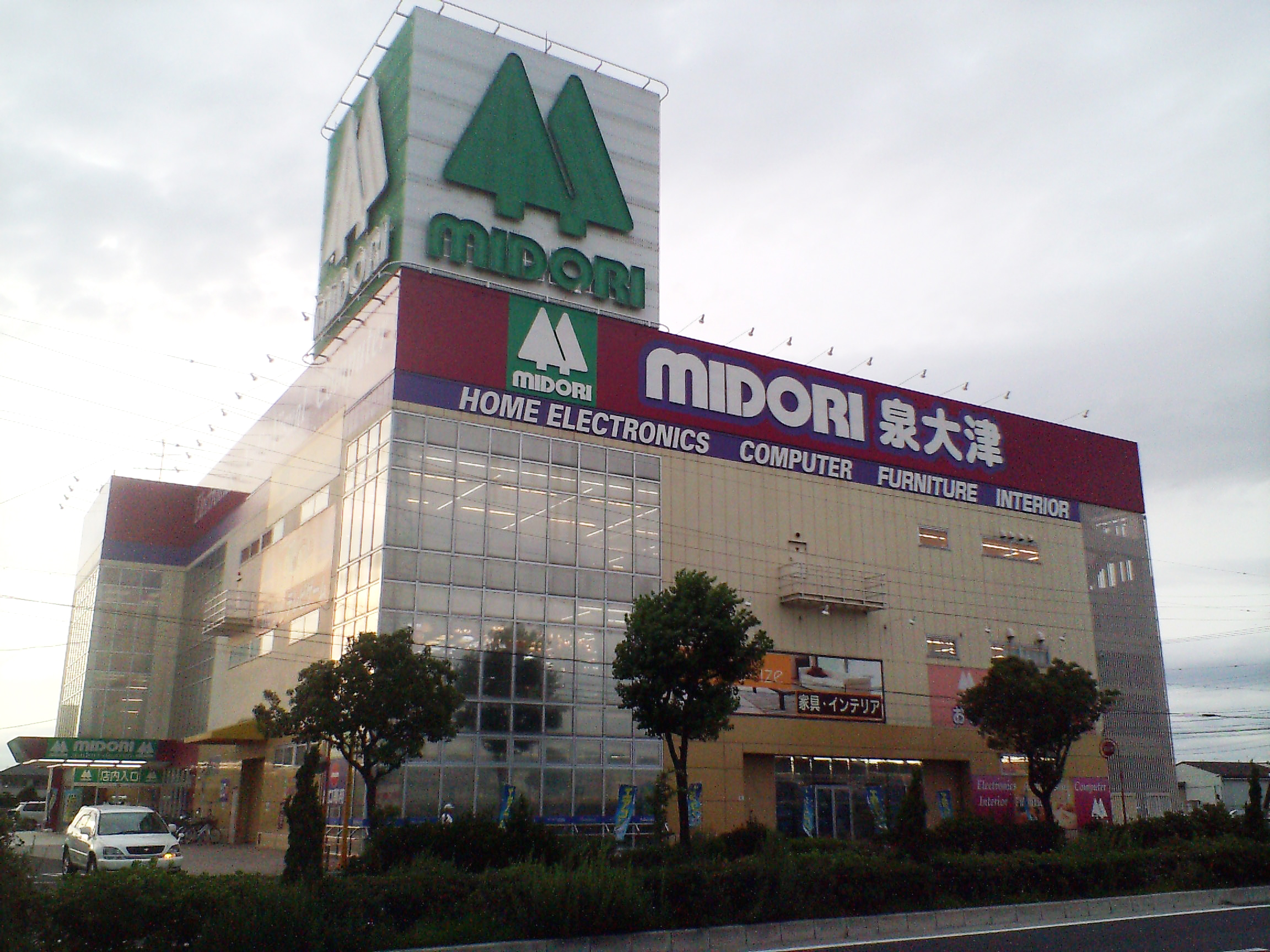
泉大津店 （旧CIマーク、現・エディオン泉大津店、2007年7月撮影）
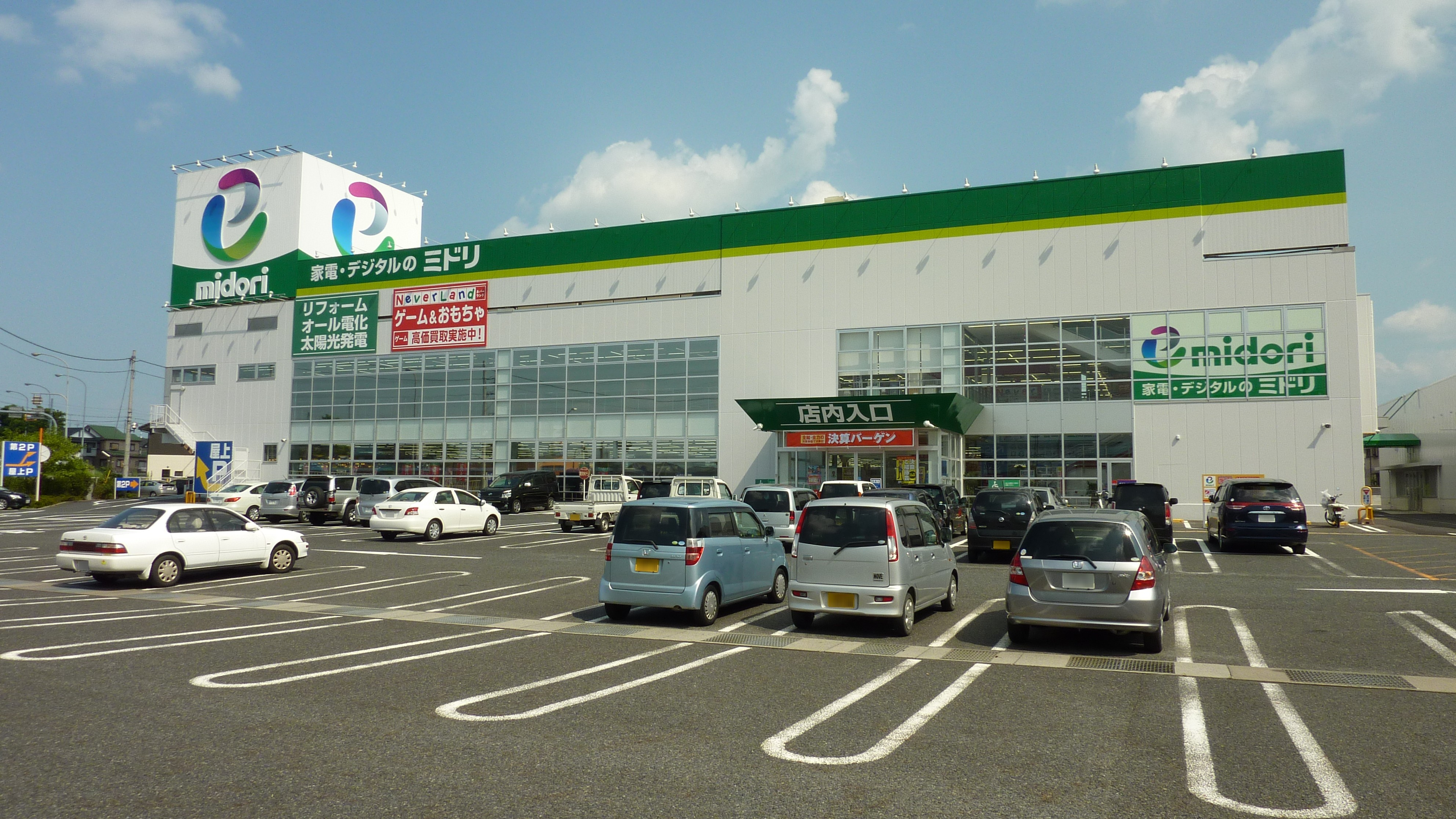
大津店 （新CIマーク、現・エディオン大津店、2010年8月撮影）
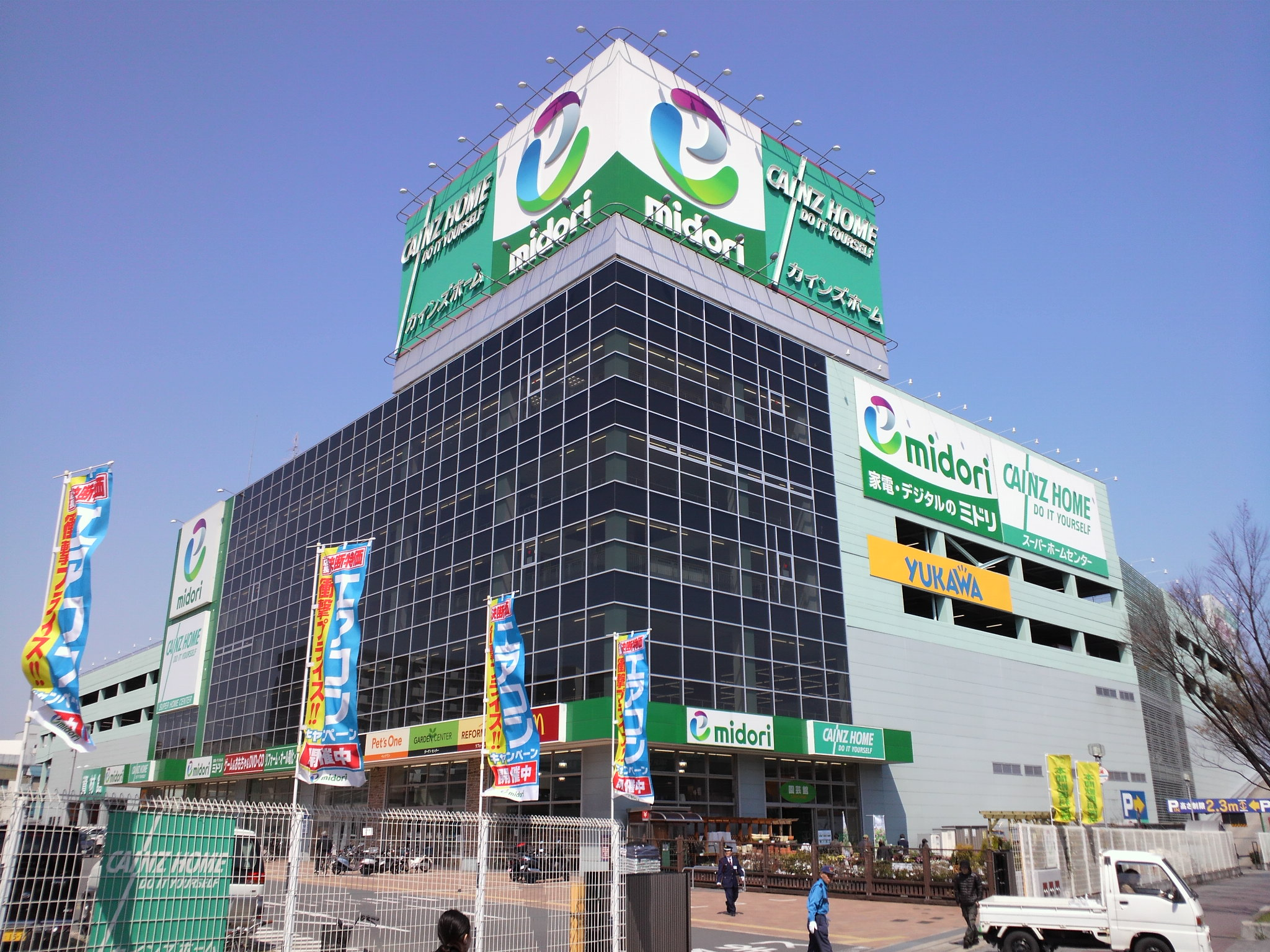
中環東大阪店 （他社との同時出店例、現・エディオン中環東大阪店、2012年4月撮影）
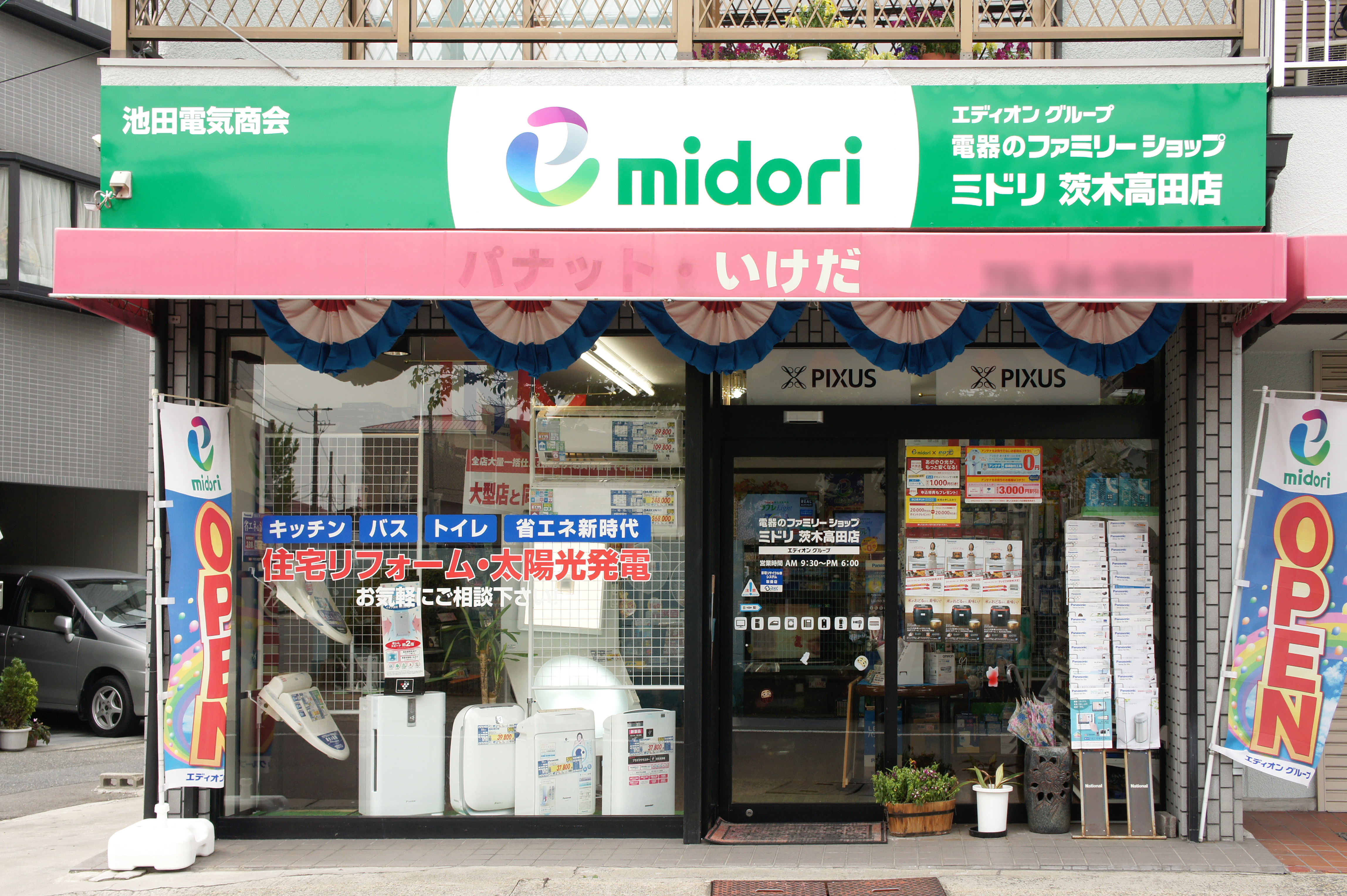
茨木高田店（フランチャイズ店舗の例、現・エディオン茨木高田店）

## 過去に存在した店舗
本項ではエディオンに転換後に、閉店した店舗についても述べる。
●はエディオン転換前に閉店した店舗
▲はエディオン転換後、閉店した店舗
■はニノミヤから譲渡・転換された店舗
※はタニヤマムセンから転換された店舗
☆はエイデンへ転換した店舗
★は東京エディオンに転換された店舗
TWはT-WAVE、CWはC-WAVEの略とする。

### 兵庫県
塚口店●（尼崎市南塚口町1-7-20、2003年3月頃閉店）
　JR尼崎駅店が開店するまでは、本社が併設されていた。現在はマンションになっている。
つかしん店●（尼崎市塚口本町4-8-1、2004年4月頃閉店）
　塚口北店（現在のエディオン塚口店）全面改装のため、一時移転。閉店後、ジョーシンつかしん店が開店した。
園田店●（尼崎市東園田町4-8-1、2006年頃閉店）
　跡地には業務スーパー TAKENOKOが開店した。
TW塚口店●（尼崎市南塚口町1-8-15、2003年3月頃閉店）
尼崎店●（尼崎市昭和南通7-186、閉店時期不明）
　閉店後、阪神出屋敷駅店として移転した。
阪神出屋敷駅店▲（尼崎市竹谷町2-183、2017年12月31日閉店）
　出屋敷リベル２階に尼崎店から移転開店。
西昆陽店●（尼崎市西昆陽1-27-8、2006年秋頃閉店）
　現在はBOOKOFF SUPER BAZAAR。
CW宝塚→宝塚生活館→宝塚パソコン館●（宝塚市小浜2-3-17、2004年春頃閉店）
　宝塚店の隣接地にあった店舗。現在は駐車場・ホンダカーズ U-Select宝塚インターとなっている。
川西店▲（川西市出在家町13-36、2019年7月25日閉店）
　閉店後、オアシスタウンキセラ川西へ移転。
CW伊丹●（伊丹市大鹿、閉店時期不明）
　跡地にはドン・キホーテ伊丹店が開店した。
西宮店（旧）→西宮インテリア館●（西宮市深津町2-28、2010年頃閉店）
　津門川沿いの西宮市芦原町（現ブランズ西宮北口、オーケー西宮北口店）にて営業していたが、震災後に西宮サティの南向かいのサティ立体駐車場（西宮市深津町）が減築され当地に新築移転。西宮インテリア館は震災後の土地区画整理再開発で建設されたビル（西宮市高松町）に開店したが、西宮店（家電部門）の現在地への移転に伴い深津町に移転した。西宮インテリア館の閉店後、ナフコツーワンスタイル西宮店が開店したが、2019年閉店。その後、新型コロナワクチン接種会場になり、解体され、跡地には店舗付きマンションが建設された。
西宮南店▲（西宮市東町1-12-15、2023年4月2日閉店）
　閉店後、ららぽーと甲子園に移転。
西宮東店→ダイエー西宮店▲（西宮市林田町2-24、2015年6月14日閉店）
鳴尾電気館→鳴尾店●（西宮市小松西町1-2-6、2009年1月閉店）
　CW鳴尾デジタル館の場所から移転。せいでん跡地に移転した店舗。
　閉店後、アミーゴ→業務スーパーとなった。
CW鳴尾デジタル館●（西宮市里中町2-1-3、2001年頃閉店）
　上記、鳴尾店に移転。その後CWデジタル館になり、閉店。
　閉店後、ゲオ・セカンドストリートが開店した。
今津店●（西宮市今津山中町12-34、閉店時期不明）
　閉店後しばらく修理受付部門や配送センターとなっていた模様。その後建物が取り壊されツルハドラッグ西宮今津店が開店。　
TW西宮●（西宮市両度町→高松町1-1、2003年11月閉店）
　現在は、駐車場になっている。（←旧CW西宮の東側3分の1に減築された建物で営業していたと思われる）
CW西宮●（西宮市高松町、閉店時期不明）
旧西宮店（西宮市芦原町）の山手幹線を挟んだ北向かいに立地していた。当初はマイコンランド西宮と呼称。閉店後は建物の西側3分の2ほどが取り壊されパチンコ店立体駐車場→平面コインパーキング→マンション。東側3分の1は建物自体が残された模様で現在は歯科クリニック。
名谷店●（神戸市垂水区名谷町1017-1、2007年4月22日閉店）
　閉店後、跡地にはABCマートが開店。末期には名谷インター店として営業していた。
名谷インテリア館→名谷パソコンメディア館●（神戸市垂水区名谷町1032、2007年4月22日閉店）
　閉店後、跡地にはマクドナルドが開店。末期には名谷インター店パソコンメディア館として営業していた。　
岡場店▲（神戸市北区有野中町1-17-6、2016年3月27日閉店）
　2012年頃テナントにTSUTAYAが入っていた。跡地にはトヨタカローラ神戸北が開店した。その後、2019年3月　にエコール・リラ店として再オープンしたが、公式ニュースリリースでは移転としては扱われていない。
神戸学園店●（神戸市西区学園西町1-4、2007年11月頃閉店）
　キャンパススクエア2階にあった店舗。
三田店→グリーン・ディス三田→三田店●（三田市相生町7-4、2004年頃閉店）
　三田本町駅前にあった店舗。跡地は建物そのまま、エディオン三田センターが入っている。
CW三田●（三田市対中町1-17、2002年春閉店）
　ジョーシン三田店（旧）跡地に開店。跡地には、TSUTAYAが開店したが、その後閉店し、ホンダカーズ三田中央店となっている。
三田ウッディタウン店▲（三田市すずかけ台2-3-2、2021年3月28日閉店）
　閉店後、イオン三田ウッディタウン店として移転開店した。跡地にはニトリ三田ウッディタウン店が開店した。
二見店▲（明石市二見町西二見44-1、2013年閉店）
　閉店後、イトーヨーカドー明石店として移転開店。跡地は2023年12月2日にスーパーマルハチ西二見店・コーナン明石二見店が開店。
加古川南店→グリーン・ディス加古川南●（加古川市別府町別府920、2004年頃閉店）
　ジャスコべふ店跡地に開店。跡地はA-プライス加古川別府店と住宅地になっている。
姫路市川店●（姫路市東郷町1454-3、2007年頃閉店）
　跡地にはドン・キホーテRIOS姫路店がオープンしている。
和田山店▲（朝来市和田山町枚田岡774、2019年9月30日閉店）
　イオン和田山店2階にあった店舗。

### 大阪府
CW池田→池田店→グリーン・ディス池田→池田店●（池田市荘園1-14-6、2005年閉店）
　跡地は大阪トヨタ池田店が開店。
池田店（旧）●（池田市満寿美町、閉店時期不明）
　旧ダイエー池田店の向かい側にあったと思われる店舗。YouTubeに投稿されている、1987年に撮影された阪急宝塚線の走行動画の19:40あたりで確認できる。
箕面中央店→グリーン・ディス箕面中央●（箕面市坊島1-1-15、2004年閉店）
　コープこうべ 箕面中央に存在した店舗。
茨木店▲（茨木市東太田1-4-48、2013年11月4日閉店）
　跡地にはドン・キホーテ茨木店が開店。
南茨木店●（茨木市沢良宜浜1-16-34、2008年頃閉店）
　ダイエー→サカエ→ラ・ムーの建物に出店していた。跡地はマンションが立っている。
高槻店（旧）●（高槻市上本町6-21、2004年5月閉店）
　閉店後は高槻店（新）として移転した。
庄内店●（豊中市庄内東町2-7-11、2007年1月31日閉店）
　跡地は駐車場となっていたが、隣の湯川家具閉店後、2016年10月にヤマダデンキが開店した。
吹田店▲（吹田市穂波町5-30、2015年10月15日閉店）
　跡地には阪急オアシス吹田穂波店が開店したが、閉店し、現在は創価学会の会館となっている。
吹田五月が丘店●（恐らく吹田市五月が丘南32-22、閉店時期不明）
　1995年の航空写真で、阪急バス竹谷バス停近くにそれらしき建物が存在する。
南千里店●（吹田市千里山竹園2-24-6、2010年頃閉店）
　閉店後、イオン（当時ジャスコ）南千里店に移転。
イオン南千里店▲（吹田市千里山西6-56-1、2021年5月30日閉店）
　イオン閉店に伴い閉店。2021年冬にトナリエ南千里アネックス店として再開店。
三国店▲（大阪市淀川区西三国1-6-51、2014年閉店）
喜連瓜破店●（大阪市平野区喜連西6-2-34、2004年1月閉店）
　ライフのテナントとして出店していた。
あべのキューズモール店▲（大阪市阿倍野区阿倍野筋1-6-1、2016年2月28日閉店）
　閉店後、近隣に近鉄あべのハルカス店が開店した。跡地にはビックカメラあべのキューズモール店が開店した。
花園店→花園インテリア館●（東大阪市玉串町西2-1-6、2004年3月頃閉店）
　現在は業務スーパーなどになっている。
寝屋川パソコン館→寝屋川店▲（寝屋川市池田新町6-3、2021年11月7日閉店）
　跡地にはドン・キホーテ寝屋川店が開店予定。
寝屋川店→寝屋川インテリア館●（寝屋川市池田3-7-18、2005年10月頃閉店）
　現在はトライアル寝屋川店となっている。
CW枚方南→枚方南店●（枚方市池之宮1-24-21、2003年4月頃閉店）
　跡地はカーポートマルゼンになっている。
くずは店●（枚方市樟葉並木1-38-5、2003年3月頃閉店）
　跡地はBOOKOFFを経て、ダイソーになっている。
八尾太子堂店▲■（八尾市永畑町2-2-18、2019年9月30日閉店）
　ニノミヤからの譲渡店舗。跡地はBOOKOFFになっている。
羽曳野店●（羽曳野市島泉3-18-1、2003年秋閉店）
泉北エクステリア館→泉北インテリア館●堺市南区三原台4-39、閉店時期不明）
美原店▲（堺市美原区木材通4-9-2、2016年11月11日閉店）
貝塚店●（貝塚市石才233、2006年3月閉店）
　ショッパーズモール泉佐野（現・いこらも〜る泉佐野）2階に移転。

### 京都府
京都南店→家具アウトレット館 ファニチャー・デポ→京都南店●（京都市伏見区羽束師志水町106-1、2008年頃閉店）
　跡地は、建物はそのまま、エディオン京都南サービスセンターとなっている。
京都南インテリア館●（京都市伏見区羽束師志水町111-1、2003年頃閉店）
　跡地はデイリーカナートイズミヤになっている。
桂南店▲（京都市南区久世上久世町485、2021年7月30日閉店）
　ダイエー桂南店に存在した店舗。閉店後、イオン洛南SC（現・イオン京都洛南SC）に移転。
山科店●（京都市山科区西野山中鳥井町63、2003年頃閉店）
　閉店後、タニヤマムセンがパワフル山科店として増床移転。その後、エディオンとフランチャイズ契約を結んだことにより、再び、ミドリ（タニヤマ）山科店として開店した。その後閉店し、現在は明星観光バスが入居。
タニヤマ山科店▲※（京都市山科区西野山中鳥井町63、2012年頃閉店）
　閉店後は、明星観光バスが入居。
宇治店▲（宇治市槇島町十一60、2015年3月31日閉店）
　閉店後、近隣には六地蔵MOMOテラス店が開店した。
大久保サティ店→イオン大久保店●（宇治市大久保町井ノ尻45-1、2012年4月閉店）
　閉店後、アルプラザ城陽に移転。
亀岡店（旧）▲（亀岡市大井町北金岐柿木原7-1、2019年11月24日閉店）
　閉店後、亀岡店（新）へ移転した。
寺町店▲※（京都市下京区寺町通四条下ル貞安前之町589、2021年2月28日閉店）
　閉店後、近隣に京都マルイ（四条河原町阪急）跡地にエディオン京都四条河原町店として開店した。

### 滋賀県
近江八幡店▲（近江八幡市鷹飼町南3-7、2013年2月閉店）
　閉店後、アルプラザ近江八幡店として移転した。
彦根店●（彦根市高宮町1525-1、2012年3月閉店）
　閉店後、ビバシティ彦根に移転した。その後施設内移転した。
守山店（旧）●（守山市矢島町149、2006年3月閉店）
栗東店▲（栗東市大橋7-2-22、2014年11月3日閉店）
　閉店後、イオンタウン湖南店が開店した。

### 奈良県
生駒店●（生駒市桜ヶ丘2-46、2003年夏閉店）
かしはら店▲（橿原市曲川町7-25-1、2019年4月7日閉店）
　閉店後、イオンモール橿原に移転開店。跡地にはビッグモーター橿原店が開店した。
かしはら東店▲（橿原市葛本町777、2019年9月30日閉店）
　跡地にはダイレックスが開店した。
香芝店▲（香芝市磯壁3-40-1、2015年6月28日閉店）
　跡地にはマツヤデンキが開店したが2023年に閉店した。
天理店●（天理市田井庄町470-1、2005年8月中旬閉店）
　跡地は解体され、ドン・キホーテ天理店が開店した。
桜井インテリア館●（桜井市上之庄227-1、2010年春閉店）
　跡地はナフコなど転々としたが、現在は、解体され、テナント募集中となっている。
奈良店→奈良イトーヨーカドー店▲（奈良市二条大路南1-3-1、2017年9月10日閉店）
　イトーヨーカドー閉店に伴い閉店。その後、ミ・ナーラ店として再開店。
登美ヶ丘店●（奈良市中登美ヶ丘3-3、2010年末閉店）
　ライフ学園前3階に存在した店舗。
大和小泉店（旧）●（大和郡山市小泉町東2-11-11、2005年6月末閉店）
　跡地は建物そのまま、エディオン大和小泉サービスセンターとなっている。

### 和歌山県
紀ノ川店▲■（和歌山市次郎丸38、2015年5月10日閉店）
跡地はMEGAドン・キホーテ和歌山次郎丸店が開店した。

### 愛知県
東郷店●（東郷町和合北蚊谷29-1、2002年夏閉店）
　跡地はオートプラネット名古屋となっている。
一宮店→グリーン・ディス一宮→一宮店●（一宮市下川田町4-33、2006年5月頃閉店）
　跡地は服部家具センターになっている。
岡崎店☆（岡崎市上六名町宮前１、2006年10月頃閉店）
　エイデンに譲渡され、その後エディオン岡崎本店になっている。
安城店☆（安城市住吉町3-5-28、2006年10月頃閉店）
　エイデンに譲渡され、その後エディオン安城住吉店になっている。
春日井店●（春日井市浅山町2-4-6、2006年4月頃閉店）
　跡地は、MEGAドン・キホーテ春日井店になっている。
東浦店☆▲（知多郡東浦町緒川上家左川123-1、2006年10月頃閉店）
　エイデンに譲渡され、その後エディオン東浦店となったが、閉店した。
豊田店☆（豊田市大林町8-54-2、2006年10月頃閉店）
　エイデンに譲渡され、その後エディオン豊田大林店になっている。
名古屋みなと店☆●（名古屋市港区遠若町2-60-8、2006年10月頃閉店）
　エイデンに譲渡され、その後閉店し、現在はパチンコ店になっている。
半田店☆（半田市乙川吉野町9、2006年10月頃閉店）
　エイデンに譲渡され、その後エディオン半田店となっている。
扶桑店☆（丹羽郡扶桑町南山名高塚5-1、2006年10月頃閉店）
　エイデンに譲渡され、その後エディオンイオンモール扶桑店になっている。

### 岐阜県
多治見店●（多治見市西坂町5-31-1、2002年秋閉店）
　跡地にはエディオンが出店しているが、公式プレスリリースでは譲渡として扱われていない。
真正店☆（本巣市政田1607、2006年8月頃閉店）
　エイデンに譲渡されたが、隣の建物にエイデン、ミドリの建物に服部家具センターが入っていた。その後エディオン真正店、釣具屋になっている。
可児店☆（可児市今渡840-2、2006年8月頃閉店）
　エイデンに譲渡され、その後エディオン可児今渡店になっている。

### 三重県
伊勢店●（伊勢市中須町858、2005年9月中旬閉店）
　跡地はダイソー・GiGO伊勢になっている。
上野店●（伊賀市小田町711-1、2009年冬閉店）
　跡地にはプロマーケット上野店・西松屋上野店になっている。
鈴鹿店☆（鈴鹿市庄野羽山4-1-2、2006年10月閉店）
　エイデンに譲渡され、その後エディオンイオンモール鈴鹿店になっている。
津南店☆●（津市高茶屋小森町145、2006年10月閉店）
　エイデンに譲渡され、その後エディオン津南サンバレー店となったが、老朽化のため閉店し、別店舗に移転。その後跡地のイオンモール津南に移転した。
桑名店●（桑名市大仲新田383、2006年5月ごろ閉店）
　跡地はお宝市番館三重本店になっている。
名張店●（名張市瀬古口226、2009年冬閉店）
　跡地はジョーシンアウトレット（現・ジョーシン）名張店が開店した。

## 残業代の不払い問題
「JR尼崎駅店」で残業代の不払いがあったとして2007年（平成19年）11月5日に尼崎労働基準監督署から労働基準法違反で是正勧告を受け、全店舗での実態を報告するよう指示されていたが、12月21日従業員に対する不払いの残業代が2年間累計で計37億円に上ることがミドリ電化の発表により明らかとなった。不払いがあったのは退職者を含めて計3,382人（累計37億円）であるが、これは賃金の請求権が発生する2005年（平成17年）10月までの推定値としている。尚、不払い問題発覚までは月の残業時間が120~130時間と「過労死ライン」と呼ばれる80時間を遥かに超える極めて過酷な労働環境にあったことも同時に各種報道より明らかとなった。もともと同社では管理職（大半が名ばかり管理職）は年休がわずか50日程度という異常な勤務態勢が罷り通っており、キャンペーンや研修などの名目で無給での休日出勤が強要されたり、タイムカードを機械で打刻せず鉛筆で記入させて勤怠情報を改竄して超過勤務分の賃金を抹消することも常態化していた。これを受けてミドリ電化は「管理職」制度の見直しを行うと共に木谷雅彦社長、梅原正幸取締役（前社長）ら役員4名が引責辞任、エディオン社長の久保允誉がミドリ電化会長を兼務した。

## CMキャラクター
- 初代 - ちゃらんぽらん（吉本興業所属の漫才コンビ）
  - 2000年（平成12年）から。ツッコミ担当の大西の実家が当時本社のあった塚口店に近接していたことでも有名であった。当時のミドリ電化が売りにしていた消費税内税方式のキリの良い金額設定にかけて、同業他社の外税での中途半端な販売金額を小馬鹿にした、おなじみのギャグ「中途半端やなあ〜」を披露していた。同様に自社については「ミドリはとことん、中～途半端や、ありまへん」と称していた。
  - なお、和光デンキがこれに対抗したCMを同時期に放映していた。
- 2代目 - 板東英二
  - 2002年（平成14年）から。
- 3代目 - 赤井英和
- 4代目 - ミドリちゃん
  - 2005年（平成17年）から。「やってみます」が口癖の女の子のキャラクター。頭についた1枚の葉っぱがチャームポイント。担当声優は猪砂和世。2010年（平成22年）のCIリニューアルに伴って、胸にかかれたアルファベットがMからeに変更された。エディ店長（下記）登場以降段階的に使用頻度が下がり、店舗名変更で廃止された。しかし、統合後の2023年9月に阪神タイガースがセントラル・リーグにおいて18年ぶりにリーグ優勝し、それに便乗[注釈 4]したセールを関西地区のエディオンで実施することを決定した際、その告知チラシにミドリちゃんがおよそ10年ぶり[注釈 5]に起用され、さらには新キャラクターのいいなちゃん[注釈 6]も登場した。少し遅れて旧石丸電気・デオデオ・エイデンのエリアでもいいなちゃんが使用されるようになった。
- 5代目 - Jリーグ・ガンバ大阪（播戸竜二・加地亮・安田理大・西野朗）
  - 2007年（平成19年）から。2006年（平成18年）度よりクラブのオフィシャルスポンサーを務めていたが、エディオンWESTへの統合時に、統合相手のデオデオがサンフレッチェ広島の経営陣に入っている事を考慮してスポンサーから外れた。西野朗監督をはじめ、選手数名が出演（選手がユニフォームを着用したバージョンだが、「Panasonic」などのロゴは外し、代わりに「GAMBA」のロゴが入っていた）[注釈 7]。
- 6代目 - 所ジョージ
  - 2008年（平成20年）から。エディオングループ共通のCMキャラクター。
- 7代目 - エディ店長
  - 2010年（平成22年）から。エディオングループ共通のCGアニメキャラクター。

## 関連会社
- 株式会社ミドリ - 関東地区の店舗を運営。2007年（平成19年）12月ミドリ電化に吸収合併。
- ミドリサービス株式会社 - 店舗で購入した商品の配送・設置。また店舗在庫の管理や修理・部品の受付業務等。2008年（平成20年）4月ミドリ電化に吸収合併。
- 興富株式会社 - 資産管理会社。エディオン株式を600万株（5.67%）所有していたが、保有株式を縮小して2013年3月期までに上位10の大株主から外れている。本社は兵庫県尼崎市長洲本通1-3-16から兵庫県西宮市殿山町12番12号へ移転。